# Ils (film, 1970)
Cet article concerne le film de Jean-Daniel Simon. Pour le film de David Moreau et Xavier Palud, voir Ils.
Pour les articles homonymes, voir Ils.
Pour plus de détails, voir Fiche technique et Distribution.
Ils est un film français réalisé par Jean-Daniel Simon, sorti en 1970 et adapté du roman Le Seuil du jardin d'André Hardellet.

## Synopsis
Steve Masson, un jeune peintre, devient le cobaye d'un savant rencontré dans la pension de famille où il séjourne. Ce savant est l'inventeur d'une machine à commander les rêves.

## Fiche technique
- Titre : Ils
- Réalisateur : Jean-Daniel Simon, assisté de Pierre Geller
- Scénario : Jean-Pierre Petrolacci et Jean-Daniel Simon, d'après le roman Le Seuil du jardin d'André Hardellet[1]
- Photographie : Patrice Pouget
- Musique : Pierre Vassiliu
- Décors : Jean-Claude Gallouin
- Accessoiriste : Jean Pierre Michel
- Montage : Brigitte Dornes
- Son : Robert Beauchamp, Michel Flour
- Producteur : Louis-Émile Galey
- Sociétés de production : C.O.F.C.I. - O.R.T.F.
- Genre : Comédie dramatique - Science-fiction
- Durée : 100 minutes
- Date de sortie : France - 18 novembre 1970
- Affiche : René Ferracci (France)

## Distribution
- Michel Duchaussoy : Steve
- Charles Vanel : le professeur
- Alexandra Stewart : Hélène
- Joëlle Bernard
- France Delahalle
- Gabrielle Doulcet
- Henri Crémieux
- Billy Kearns
- Lucien Raimbourg
- Pierre Massimi
- Vernon Dobtcheff
- Jacques Rispal
- Monique Vita
- Dominique Zardi